# Municipio de Florence (condado de Will)
El municipio de Florence (en inglés: Florence Township) es un municipio ubicado en el condado de Will en el estado estadounidense de Illinois. En el año 2010 tenía una población de 933 habitantes y una densidad poblacional de 9,88 personas por km².

## Geografía
El municipio de Florence se encuentra ubicado en las coordenadas 41°19′58″N 88°4′19″O / 41.33278, -88.07194. Según la Oficina del Censo de los Estados Unidos, el municipio tiene una superficie total de 94.42 km², de la cual 94,36 km² corresponden a tierra firme y (0,06 %) 0,06 km² es agua.

## Demografía
Según el censo de 2010, había 933 personas residiendo en el municipio de Florence. La densidad de población era de 9,88 hab./km². De los 933 habitantes, el municipio de Florence estaba compuesto por el 97,64 % blancos, el 0,21 % eran amerindios, el 0,21 % eran asiáticos, el 0,11 % eran isleños del Pacífico, el 0,96 % eran de otras razas y el 0,86 % eran de una mezcla de razas. Del total de la población el 4,82 % eran hispanos o latinos de cualquier raza.